# Rhene flavicomans
Rhene flavicomans är en spindelart som beskrevs av Simon 1902. Rhene flavicomans ingår i släktet Rhene och familjen hoppspindlar. Inga underarter finns listade i Catalogue of Life.